# Domažlice (distrito)
Domažlice é um distrito da República Checa na região de Pilsen, com uma área de 114 km² com uma população de 58.844 habitantes (2002) e com uma densidade populacional de 516 hab/km².